# Липовское (Режевской городской округ)

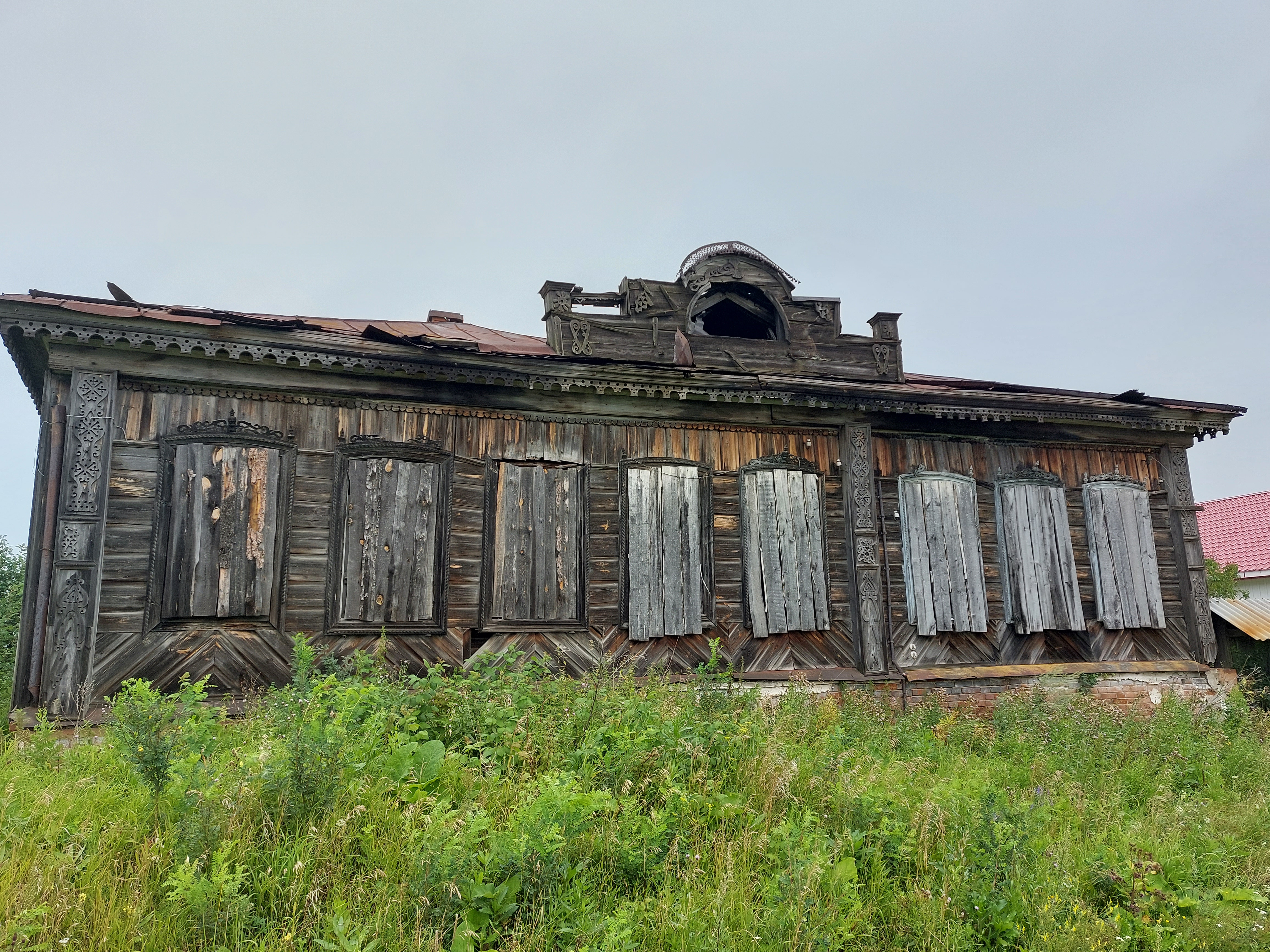

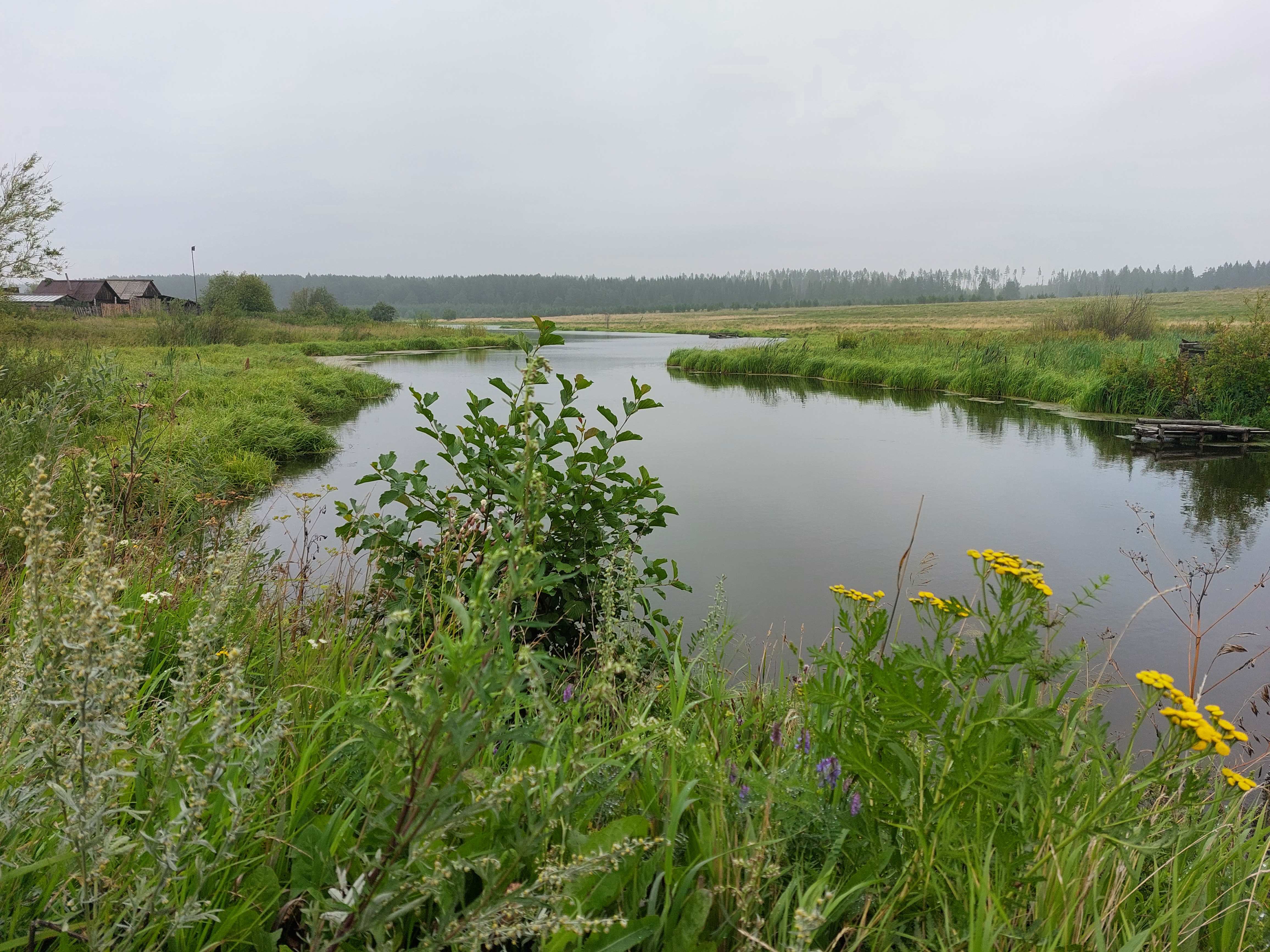
Вид на речку

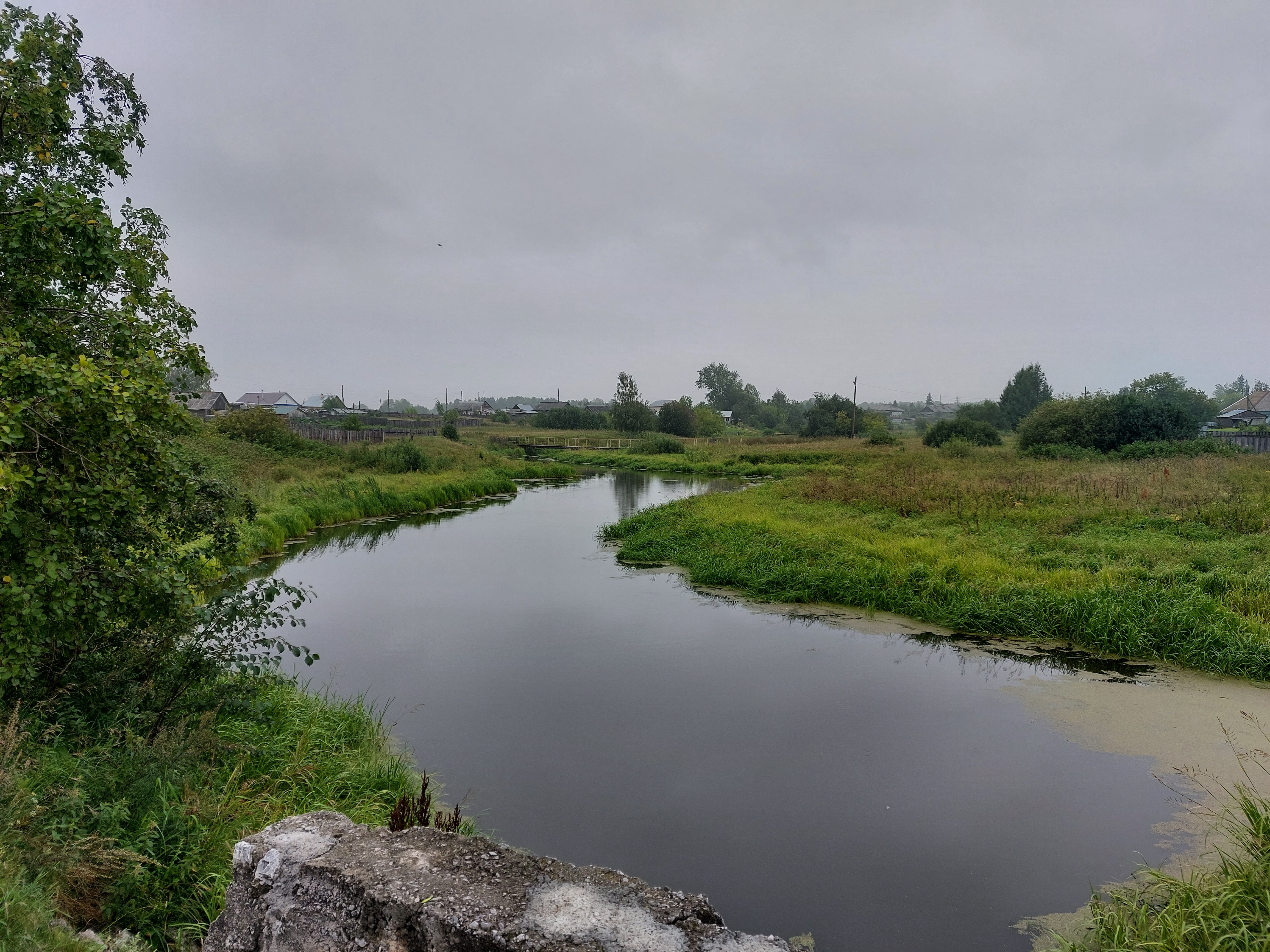
Вид на речку

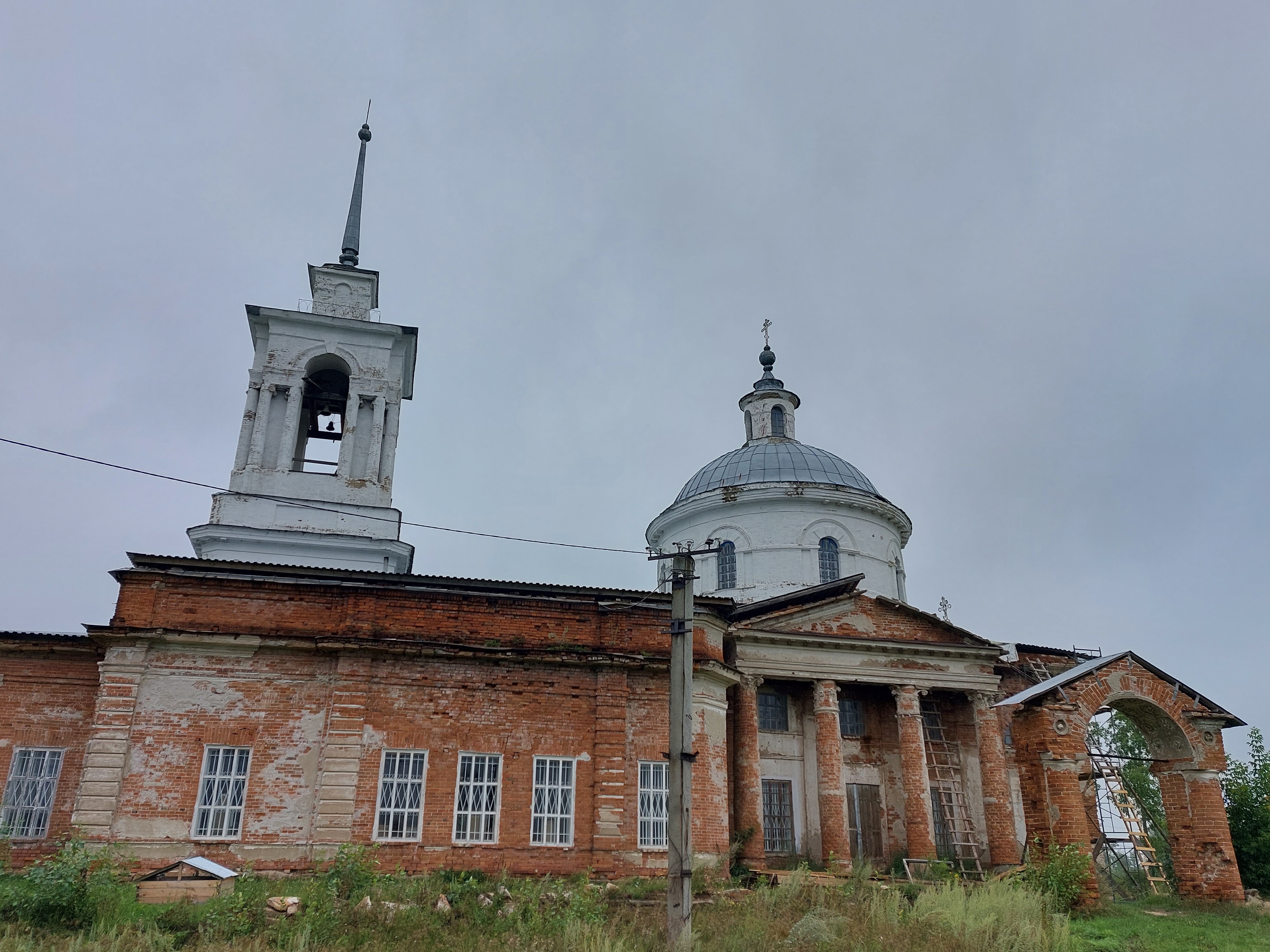
Вид на храм

Липовское — село в Режевском городском округе Свердловской области России.

## Географическое положение
Село Липовское расположено в 16 километрах (по автодороге в 20 километрах) к северо-западу от города Режа, в 84 километрах к северо-востоку от  Екатеринбурга, на левом берегу реки Бобровки (левого притока реки Реж), в устье реки Липовки (левого притока реки Бобровки).  В окрестностях села добывались турмалин и никель.

## История села
Первое упоминание о поселении в Переписной книге Тобольского уезда за 1620—1623 годы. В 1681—1683 годах в Липовке насчитывалось 15 дворов. Первые жители были выходцами из Кайгородского уезда и Антропьевой слободы Сольвычегодского уезда (Анчутины). В 1719 году в селе было 17 дворов: Швецовы, Вороновы, Минеевы, Ончутины (Анчутины), Чебыкины.
Основное занятие сельчан в XIX — начале XX веков было хлебопашество и отхожие заработки, с 1895 года занимались добычей драгоценных камней под названием «малиновый шерл», в окрестностях села Липовского, у речки Бобровки.
В 1900 году крестьянин П. Русин во время пахотных работ открыл турмалиновую жилу. Началась добыча турмалина. Русский минералог А. Е. Ферсман (1883—1945) писал, что «по красоте и глубине тона с липовскими не может сравниться ни один турмалин в мире».
В годы гражданской войны местные жители Швецов Сергей Степанович, Ригин Федор Григорьевич и Анчутин Дмитрий Прокопьевич создали первую организацию бедноты, сражались с Колчаком. В 1918 году Ригин Ф. Г., Костоусов С. А., Ряков Г. И., Ряков И. С., Анчутин А. П., Назаров М. Д. были расстреляны белогвардейцами. В их память был воздвигнут памятник во дворе школы.
В 1918 году был создан сельский совет, который располагался в здании нынешней сельской администрации. Первым председателем сельсовета был Андреев Иван Захарович. В 1919 году был организован волостной комитет комсомола в составе Минеева Ивана Тимофеевича (секретарь), Минеева Федора Яковлевича, Ветошкиной Варвары Семеновны, Анчутина Василия Ивановича. В 1921 году был открыт первый фельдшерский пункт, первым заведующим был Назаров Иван Михайлович. В 1938 году он был преобразован в фельдшерско-акушерский пункт. Первой акушеркой приехала работать Минеева Татьяна Николаевна, окончившая Нижнетагильское медицинское училище.
В 1929 году в селе были созданы три колхоза «Первое Мая», «Культура», «Новая жизнь». В 1961 году они были преобразованы в совхоз «Режевской». Первым директором совхоза стал Земцов Иван Васильевич.В селе был открыт молочный завод, в 1936 году лесопильный завод, позднее переименованный в промкомбинат. На нём выпускали кирпичи, телеги, сани, валенки. В 1937 году был открыт первый промтоварный магазин в каменном здании. Первыми продавцами были Парамонов Василий Тихонович и его сын Михаил. В 1945 году в селе появилось электричество. Первым электромонтером была Минеева-Потапова Татьяна Ивановна. В 1945 году была организована гидрометеостанция, первым начальником которой был Ложкин В. А. В 1946 году появилась сельская радиостанция благодаря стараниям Першина Кузьмы Георгиевича. В 1947 году появилось лесничество, его первым инженер-лесничим был Карпов А. В..
В 1957 году в окрестностях села было открыто месторождение никеля. Нашёл руду инженер-геолог Жученко А. Г. Началась добыча руды открытым способом для Режевского никелевого завода.  Добыча продолжалась до начала 1990 года. В настоящее время карьеры стали местом геологических экскурсий. Один из карьеров был затоплен грунтовыми водами, став самым глубоким на Урале искусственный водоёмом глубиной в 120 метров.
В 1967 году был открыт новый дом культуры, до этого ДК располагался в деревянном здании.

## Школа
В 1887—1889 годах в Липовке была построена церковно-приходская школа. Учителем был священник Чернавин Петр Александрович. В советское время в здании размещались изба-читальня и сельский клуб. Потом была построена четырёхклассное земское училище. В 1935 году земская школа была преобразована в семилетку, а в 1941 году состоялся первый выпуск десятиклассников. В 1978 году была открыта новая современная школа.

## Христорождественский храм
Во второй половине XVIII века была построена деревянная церковь, которая через 2 года сгорела. Вторая деревянная церковь была построена и освящена в честь Рождества Христова, действовала до 1839 года. 27 мая 1833 года была заложена каменная трёхпрестольная церковь, которая была построена в 1839 году. Главный престол был освящён в честь Рождества Христова 6 июня 1847 года, правый придел был освящён во имя пророка Илии 16 июня 1839 года. Затем храм был перестроен, южный придел был вновь освящён 12 ноября 1896 года, левый придел во имя преподобного Савватия Соловецкого Чудотворца был освящён в 1902 году. С 1937 года службы не проводились из-за отсутствия священника, храм не закрывался, ведутся восстановительные работы.
В 1996 году в селе был открыт Христорождественский молитвенный дом. В самом храме богослужения возобновились с 1998 года. 26 сентября 2015 года митрополит Екатеринбургский и Верхотурский Кирилл вновь освятил приделы во имя Илии Пророка и преподобного Савватия Соловецкого.

## Водолечебница «Липовка»
В окрестностях села имеются выходы радоновых вод, их целебные свойства известны с начала XX века. Так, крестьяне, работавшие в копях по колено в воде, не простывали и не страдали заболеванием суставов и кожи. Исследования радоновых вод в селе начались в 1912 году под руководством А.Е. Ферсмана. В 1933 году были пробурены скважины, в 1953 году состоялось открытие водолечебницы «Липовка». В 1990-х годах были построены новые корпуса.

## Памятник участникам Великой Отечественной войны
В годы Великой Отечественной войны на фронт ушло 269 человек, в том числе 9 женщин. Вернулись домой всего 108 участников, 161 человек погиб. 10 октября 1967 года состоялось торжественное открытие памятника участникам Великой Отечественной войны, который был воздвигнут на народные средства. Организатором по сбору средств был Першин Кузьма Георгиевич.

## Население
| 2002 | 2010  | 2021  |
| ---- | ----- | ----- |
| 1095 | ↗1103 | ↗1148 |

## Улицы
Самая старая (первая) улица в селе — Советская улица (ранее называлась Старой деревней). Первомайская улица (ранее Одина) названа в честь колхоза «Первое Мая». На Партизанской (Боровой) улице строили дома в сосновом бору. Улица Калинина (Стригановка) была названа потому, что в годы строительства её женщины стали коротко стричь свои волосы. Улицы Ленина, Кирова, Октября назывались раньше Новой деревней.